# Tour d'Eritrea
El Tour d'Eritrea és una competició ciclista per etapes que es disputa anualment a Eritrea. La cursa forma part de l'UCI Africa Tour, amb una categoria 2.2.
Creada el 1946, va ser promoguda per la comunitat italiana d'Eritrea. L'any següent ja no es va poder disputar, i no és fins al 2001 que es reactiva la cursa coincidint amb el 10è aniversari de la declaració d'independència. Fins al 2008 va ser competida per corredors amateurs, i el 2009 ja entra a l'UCI Africa Tour.

## Palmarès
| Any       | Vencedor                   | Segon                | Tercer           |
| --------- | -------------------------- | -------------------- | ---------------- |
| 1946      | Nunzio Barilà              |                      |                  |
| 1947-2000 | No disputat                |                      |                  |
| 2001      | Habte Weldesimon           |                      |                  |
| 2002      | Michael Tekle              |                      |                  |
| 2003      | Habte Weldesimon           | Ephrem Tewelde       | Merhawi Yemane   |
| 2004      | Habte Weldesimon           |                      |                  |
| 2005      | Michael Tykue              | Michael Misghena     | Muse Tekleab     |
| 2006      | Michael Misghena           | Efrem Abrham         | Mogos Dawit      |
| 2007      | Merhawi Gebrehiwet         | Dawit Haile          | Michael Tykue    |
| 2008      | Merhawi Gebrehiwet         | Dawit Haile          | Fregalsi Debesay |
| 2009      | Bereket Abebe              | Daniel Teklehaimanot | Khsay Melake     |
| 2010      | Natnael Berhane            | Michael Tykue        | Mehreteab Tedros |
| 2011      | Meron Russom               | Tesfay Abraha        | Jani Tewelde     |
| 2012      | Jacques Janse van Rensburg | Fregalsi Debesay     | Azzeddine Lagab  |
| 2013      | Mekseb Debesay             | Merhawi Kudus        | Meron Amanuel    |
| 2014-2015 | No disputat                |                      |                  |
| 2016      | Merhawi Goitom             | Tesfay Mihreteab     | Adhanom Zemekael |
| 2017      | Zemenfes Solomon           | Jean Claude Uwizeye  | Amanuel Tsegay   |